# Ematurga aceraria
Ematurga aceraria är en fjärilsart som beskrevs av Hüfnagel 1767. Ematurga aceraria ingår i släktet Ematurga och familjen mätare. Inga underarter finns listade i Catalogue of Life.